# Shin’ya Hagihara
Shin’ya Hagihara (jap. 萩原 慎也, Hagihara Shin’ya; * 7. April 1971 in der Präfektur Yamanashi) ist ein ehemaliger japanischer Fußballspieler.

## Karriere
Hagihara erlernte das Fußballspielen in der Schulmannschaft der Tokai University Kofu High School und der Universitätsmannschaft der Tokai-Universität. Seinen ersten Vertrag unterschrieb bei den Ventforet Kofu. Der Verein spielte in der zweithöchsten Liga des Landes, der Japan Football League. Ende 1999 beendete er seine Karriere als Fußballspieler.